# Didymocarpoideae
Didymocarpoideae, biljna potporodica, dio porodice gesnerijevki. Podijeljena je na dva tribusa, svaki po nekoliko podtribusa.

## Tribusi
1. Tribus Epithemateae C. B. Clarke
  1. Subtribus Loxotidinae G. Don
    1. Rhynchoglossum Blume (16 spp.)

  2. Subtribus Monophyllaeinae A. Weber & Mich. Möller
    1. Monophyllaea Bennet & R. Br. (38 spp.)
    2. Whytockia W. W. Sm. (8 spp.)

  3. Subtribus Loxoniinae A. DC.
    1. Loxonia Jack (2 spp.)
    2. Stauranthera Benth. (7 spp.)
    3. Gyrogyne W. T. Wang (1 sp.)

  4. Subtribus Epithematinae DC. ex Meisn.
    1. Epithema Blume (24 spp.)
2. Tribus Trichosporeae Nees
  1. Subtribus Jerdoniinae A. Weber & Mich. Möller
    1. Jerdonia Wight (1 sp.)

  2. Subtribus Corallodiscinae A. Weber & Mich. Möller
    1. Corallodiscus Batalin (4 spp.)

  3. Subtribus Tetraphyllinae A. Weber & Mich. Möller
    1. Tetraphylloides Doweld (3 spp.)

  4. Subtribus Leptoboeinae C. B. Clarke
    1. Leptoboea Benth. (2 spp.)
    2. Radiaticorollarus Y. G. Wei, F. Wen & Lei Cai
    3. Boeica T. Anderson ex C. B. Clarke (16 spp.)
    4. Rhynchotechum Blume (21 spp.)
    5. Platystemma Wall. (1 sp.)
    6. Beccarinda Kuntze (8 spp.)
    7. Championia Gardner (1 sp.)

  5. Subtribus Ramondinae DC. ex Meisn.
    1. Haberlea Friv. (1 sp.)
    2. Ramonda Rich. (3 spp.)
    3. Jankaea Boiss. (1 sp.)

  6. Subtribus Litostigminae A. Weber & Mich. Möller
    1. Litostigma Y. G. Wei, F. Wen & Mich. Möller (4 spp.)

  7. Subtribus Streptocarpinae Ivanina
    1. Streptocarpus Lindl. (188 spp.)

  8. Subtribus Didissandrinae A. Weber & Mich. Möller
    1. Didissandra C. B. Clarke (9 spp.)
    2. Michaelmoelleria F. Wen, Y. G. Wei & T. V. Do (1 sp.)
    3. Tribounia D. J. Middleton (2 spp.)

  9. Subtribus Loxocarpinae A. DC.
    1. Middletonia C. Puglisi (6 spp.)
    2. Dorcoceras Bunge (6 spp.)
    3. Boea Comm. ex Lam. (12 spp.)
    4. Damrongia Kerr ex Craib (11 spp.)
    5. Paraboea (C. B. Clarke) Ridl. (156 spp.)
    6. Orchadocarpa Ridl. (1 sp.)
    7. Emarhendia Kiew, A. Weber & B. L. Burtt (1 sp.)
    8. Loxocarpus Benn. & R. Br. (23 spp.)
    9. Senyumia Kiew, A. Weber & B. L. Burtt (2 spp.)
    10. Spelaeanthus Kiew, A. Weber & B. L. Burtt (1 sp.)
    11. Ornithoboea Parish ex C. B. Clarke (18 spp.)
    12. Kaisupeea B. L. Burtt (3 spp.)
    13. Rhabdothamnopsis Hemsl. (1 sp.)
    14. Somrania D. J. Middleton (3 spp.)

  10. Subtribus Didymocarpinae G. Don
    1. Rachunia D. J. Middleton & C. Puglisi (1 sp.)
    2. Microchirita (C. B. Clarke) Yin Z. Wang (48 spp.)
    3. Codonoboea Ridl. (132 spp.)
    4. Henckelia Spreng. (85 spp.)
    5. Aeschynanthus Jack (184 spp.)
    6. Oreocharis Benth. (157 spp.)
    7. Metapetrocosmea W. T. Wang (11 sp.)
    8. Agalmyla Blume (96 spp.)
    9. Billolivia D. J. Middleton (17 spp.)
    10. Conandron Siebold & Zucc. (1 sp.)
    11. Ridleyandra A. Weber & B. L. Burtt (30 spp.)
    12. Hexatheca C. B. Clarke (4 spp.)
    13. Cyrtandra J. R. Forst. & G. Forst. (674 spp.)
    14. Sepikea Schltr. (1 sp.)
    15. Cyrtandropsis Lauterb. (17 spp.)
    16. Didymostigma W. T. Wang (2 spp.)
    17. Cathayanthe Chun (1 sp.)
    18. Liebigia Endl. (12 spp.)
    19. Gyrocheilos W. T. Wang (6 spp.)
    20. Allocheilos W. T. Wang (5 spp.)
    21. Didymocarpus Wall. (113 spp.)
    22. Primulina Hance (239 spp.)
    23. Petrocodon Hance (51 spp.)
    24. Raphiocarpus Chun (18 spp.)
    25. Briggsiopsis K. Y. Pan (1 sp.)
    26. Glabrella Mich. Möller & W. H. Chen (4 spp.)
    27. Pseudochirita W. T. Wang (2 spp.)
    28. Allostigma W. T. Wang (1 sp.)
    29. Chayamaritia D. J. Middleton & Mich. Möller (3 spp.)
    30. Petrocosmea Oliv. (68 spp.)
    31. Anna Pellegr. (4 spp.)
    32. Lysionotus D. Don (35 spp.)
    33. Loxostigma C. B. Clarke (14 spp.)
    34. Hemiboea C. B. Clarke (45 spp.)